# Hemonia murina
Hemonia murina là một loài bướm đêm thuộc phân họ Arctiinae, họ Erebidae.